# Phyllonorycter purgantella
Phyllonorycter purgantella är en fjärilsart som först beskrevs av Pierre Chrétien 1910.  Phyllonorycter purgantella ingår i släktet guldmalar, och familjen styltmalar.
Artens utbredningsområde är:
- Frankrike.
- Spanien.

Inga underarter finns listade i Catalogue of Life.